# Prefettura di Tchamba
La prefettura di Tchamba è una prefettura del Togo situato nella regione Centrale con 131 674 abitanti al censimento 2010. Il capoluogo è la città di Tchamba